# Zilus
Zilus (лат.) — род божьих коровок из подсемейства Scymninae.

## Распространение
На востоке распространены от Мэриленда и Висконсина до Флориды и Луизианы; на западе от Айдахо и Вашингтона до Калифорнии и Аризоны.

## Описание
Жуки мелких размеров, в длину не превышают 2 мм. Тело овальное или продолговатое. Голову частично прикрывает переднеспинка. Голова и переднеспинка и голова покрыта мелкими и тонкими волосками. Надкрылья гладкие или с редкими волосками.

## Экология
Хищничают на червецах и белокрылках.

## Виды
В составе рода:
- Zilus aterrimus (Horn, 1895)
- Zilus eleutherae (Casey, 1899)
- Zilus horni (Gordon, 1985)
- Zilus subtropicus (Casey, 1924)